# Parafia Najświętszej Maryi Panny w Tałdykorganie
Parafia Najświętszej Maryi Panny w Tałdykorganie – parafia rzymskokatolicka, terytorialnie i administracyjnie należąca do diecezji Świętej Trójcy w Ałmaty. W parafii posługują ojcowie franciszkanie. Według stanu na marzec 2024 proboszczem parafii był o. Julian Mańkowski OFM.